# Antonio Catania
Antonio Catania (né le 22 février 1952) est un acteur italien.

## Filmographie partielle
- 1991 : Mediterraneo de Gabriele Salvatores
- 1995 : Camerieri de Leone Pompucci
- 1997 : Nirvana de Gabriele Salvatores
- 1998 : Le Dîner d'Ettore Scola
- 2000 : Pain, Tulipes et Comédie de Silvio Soldini
- 2003 : Ma che colpa abbiamo noi de Carlo Verdone
- 2003 : Ribelli per caso de Vincenzo Terracciano
- 2009 : La bella gente d'Ivano De Matteo
- 2009 : Diverso da chi? d'Umberto Carteni
- 2011 : Boris - Il film de Giacomo Ciarrapico, Mattia Torre et Luca Vendruscolo
- 2016 : L'échappée grecque de Claudio Rossi Massimi
- 2018 : Una storia senza nome de Roberto Andò